# Долно-Изворово
Долно-Изворово (болг. Долно Изворово) — село в Болгарии. Находится в Старозагорской области, входит в общину Казанлык. Население составляет 607 человек.

## Политическая ситуация
В местном кметстве Долно-Изворово, в состав которого входит Долно-Изворово, должность кмета (старосты) исполняет Ферид Рюстемов Бекиров (Движение за права и свободы (ДПС)) по результатам выборов.
Кмет (мэр) общины Казанлык — Стефан Христов Дамянов (инициативный комитет) по результатам выборов.